# Paolo Bussetti
Paolo Bussetti – włoski pływak, uczestnik Letnich Igrzysk 1900 w Paryżu, gdzie zajął 7. miejsce na 200 metrów stylem grzbietowym, a w konkurencji 200 metrów stylem dowolnym odpadł w eliminacjach.